# فیلم‌شناسی فاطمه معتمدآریا
فاطمه سیمین معتمدآریا (زاده ۷ آبان ۱۳۴۰، تهران ) بازیگر سینما تلویزیون و تئاتر اهل ایران است. او در فیلم‌های کارگردانان نام‌آوری چون بهرام بیضایی، رخشان بنی‌اعتماد، بهمن فرمان‌آرا، ایرج طهماسب و محسن مخملباف بازی کرده و بازی او بارها مورد توجه و ستایش قرار گرفته‌است.

## سینمایی
| سال تولید | نام فیلم                 | کارگردان                           |
| --------- | ------------------------ | ---------------------------------- |
| ١۴٠٠      | شوماه                    | مژگان بیات                         |
| ۱۳۹۹      | روزی روزگاری آبادان      | حمیدرضا آذرنگ                      |
| ۱۳۹۸      | مجبوریم                  | رضا درمیشیان                       |
| ۱۳۹۸      | عامه‌پسند                 | سهیل بیرقی                         |
| ۱۳۹۷      | جان‌دار                   | حسین امیری دوماری و پدرام پورامیری |
| ۱۳۹۶      | بنفشه آفریقایی           | مونا زندی حقیقی                    |
| ۱۳۹۶      | آباجان                   | هاتف علیمردانی                     |
| ۱۳۹۵      | حکایت دریا               | بهمن فرمان‌آرا                      |
| ۱۳۹۴      | در سکوت                  | ژرژ هاشم‌زاده                       |
| ۲۰۱۴      | نبات                     | الچین موسی اوغلو                   |
| ۱۳۹۳      | یحیی سکوت نکرد           | کاوه ابراهیم‌پور                    |
| ۱۳۹۳      | بهمن                     | مرتضی فرشباف                       |
| ۱۳۹۰      | قصه‌ها                    | رخشان بنی‌اعتماد                    |
| ۱۳۸۹      | اینجا بدون من            | بهرام توکلی                        |
| ۱۳۸۹      | پریناز                   | بهرام بهرامیان                     |
| ۱۳۸۷      | می‌زاک                    | حسینعلی لیالستانی                  |
| ۱۳۸۷      | شیرین                    | عباس کیارستمی                      |
| ۱۳۸۶      | خواب زمستانی             | سیامک شایقی                        |
| ۱۳۸۶      | صد سال به این سال‌ها      | سامان مقدم                         |
| ۱۳۸۶      | خواب لیلا                | مهرداد میرفلاح                     |
| ۱۳۸۵      | نیلوفر                   | سابین ژمایل                        |
| ۱۳۸۴      | تقاطع                    | ابوالحسن داوودی                    |
| ۱۳۸۴      | زیر درخت هلو             | ایرج طهماسب                        |
| ۱۳۸۴      | کارگران مشغول کارند      | مانی حقیقی                         |
| ۱۳۸۳      | یک بوس کوچولو            | بهمن فرمان‌آرا                      |
| ۱۳۸۳      | گیلانه                   | رخشان بنی‌اعتماد و محسن عبدالوهاب   |
| ۱۳۸۲      | به من نگاه کن            | شهرام اسدی                         |
| ۱۳۸۱      | آبادان                   | مانی حقیقی                         |
| ۱۳۸۱      | کلاه‌قرمزی و سروناز       | ایرج طهماسب                        |
| ۱۳۸۰      | دختر شیرینی‌فروش          | ایرج طهماسب                        |
| ۱۳۸۰      | عزیزم من کوک نیستم       | محمدرضا هنرمند                     |
| ۱۳۷۹      | یکی بود یکی نبود         | ایرج طهماسب                        |
| ۱۳۷۸      | آسمان پرستاره            | حسن قلی‌زاده                        |
| ۱۳۷۸      | عینک دودی                | محمدحسین لطیفی                     |
| ۱۳۷۸      | شوخی                     | همایون اسعدیان                     |
| ۱۳۷۷      | عشق + ۲                  | رضا کریمی                          |
| ۱۳۷۶      | بانوی اردیبهشت           | رخشان بنی‌اعتماد                    |
| ۱۳۷۶      | جهان‌پهلوان تختی          | علی حاتمی و بهروز افخمی            |
| ۱۳۷۶      | مرد عوضی                 | محمدرضا هنرمند                     |
| ۱۳۷۶      | مهر مادری                | کمال تبریزی                        |
| ۱۳۷۶      | زندگی                    | اصغر هاشمی                         |
| ۱۳۷۵      | خاله قورباغه و آقا پسر   | مرضیه محبوب                        |
| ۱۳۷۴      | مرد آفتابی               | همایون اسعدیان                     |
| ۱۳۷۳      | روسری‌آبی                 | رخشان بنی‌اعتماد                    |
| ۱۳۷۳      | کلاه‌قرمزی و پسرخاله      | ایرج طهماسب                        |
| ۱۳۷۳      | سفر                      | علیرضا رئیسیان                     |
| ۱۳۷۲      | همسر                     | مهدی فخیم‌زاده                      |
| ۱۳۷۱      | یک بار برای همیشه        | سیروس الوند                        |
| ۱۳۷۱      | هنرپیشه                  | محسن مخملباف                       |
| ۱۳۷۰      | مسافران                  | بهرام بیضایی                       |
| ۱۳۷۰      | ناصرالدین‌شاه آکتور سینما | محسن مخملباف                       |
| ۱۳۶۸      | ریحانه                   | علیرضا رئیسیان                     |
| ۱۳۶۷      | برهوت                    | محمدعلی طالبی                      |
| ۱۳۶۷      | ستاره و الماس            | سیامک شایقی                        |
| ۱۳۶۶      | یاد و دیدار              | رجب محمدین                         |
| ۱۳۶۶      | محموله                   | سیروس الوند                        |
| ۱۳۶۶      | جهیزیه‌ای برای رباب       | سیامک شایقی                        |
| ۱۳۶۶      | گم‌شدگان                  | محمدعلی سجادی                      |
| ۱۳۶۶      | تحفه‌ها                   | ابراهیم وحیدزاده                   |
| ۱۳۶۴      | جدال                     | محمدعلی سجادی                      |

## مجموعه تلویزیونی
| سال تولید | نام فیلم                     | کارگردان       | نقش          |
| --------- | ---------------------------- | -------------- | ------------ |
| ۱۳۸۸      | آشپزباشی                     | محمدرضا هنرمند | مینو خیرخواه |
| ۱۳۸۵      | زیر تیغ                      | محمدرضا هنرمند | طاهره        |
| ۱۳۷۱      | بازپرس وارد می‌شود (تله‌تئاتر) | رضا بابک       | شیلا برلینگ  |
| ۱۳۷۰      | گل پامچال                    | محمدعلی طالبی  |              |
| ۱۳۶۹      | آرایشگاه زیبا                | مرضیه برومند   |              |

## کارهای عروسکی
| سال تولید | نام فیلم                          | کارگردان                     | نقش                          |
| --------- | --------------------------------- | ---------------------------- | ---------------------------- |
| ۱۳۶۶      | خونه مادربزرگه (مجموعهٔ تلویزیونی) | مرضیه برومند                 | صداپیشهٔ گل‌باقالی خانوم       |
| ۱۳۶۴      | زاغچه کنجکاو (مجموعهٔ تلویزیونی)   | رضا بابک                     |                              |
| ۱۳۶۴      | خاله قورباغه (مجموعهٔ تلویزیونی)   |                              | صداپیشهٔ خاله قورباغه         |
| ۱۳۶۴      | شهر موش‌ها                         | محمدعلی طالبی و مرضیه برومند | صداپیشهٔ نارنجی و خواهر عینکی |
| ۱۳۶۳–۱۳۶۰ | مدرسهٔ موش‌ها (مجموعهٔ تلویزیونی)    | مرضیه برومند                 | صداپیشهٔ نارنجی               |

## تئاتر
- بچه(۱۳۹۸)
- خنکای ختم خاطره (۱۳۹۷)
- تونل (۱۳۹۴)
- ننه دلاور و فرزندان او (۱۳۹۳)
- نامه‌هایی به تب (۱۳۹۰)[۲][۳]
- ترمینال (۱۳۸۸)
- ریچاردسوم (۱۳۷۸)
- آتش افروزان (۱۳۶۹)
- یک سال تئاتر بداهه واحد نمایش (۱۳۶۰)
- یک جفت کفش برای زهرا (۱۳۶۰)
- دایره گچی قفقازی (۱۳۵۹)
- خرده بورژواها (۱۳۵۹)
- آهو (۱۳۵۸)
- طوقی (۱۳۵۵)
- کرم کتاب (۱۳۵۵)
- سری نمایش‌های کودکان کانون پرورش فکری کودکان و نوجوانان (۱۳۵۴–۱۳۵۸)